# Davidialuk Alasua Amittu
Davidialuk Alasua Amittu ou Davidialuk Alaasuaq (1910-1976) est un chasseur, artiste et conteur canadien inuit de Povungnituk dans le Nord-du-Québec au Nunavik,,,.

## Œuvres
Alasua réalise des gravures et des sculptures en stéatite, en ivoire, en pierre et en bois voulant traduire les préoccupations quotidiennes de son peuple. Les domaines les plus courants sont la vie du chasseur et du pêcheur nordique, les côtés bénéfiques et dangereux de la faune et la mythologie (fantastique, imaginaire).
À partir de 1962, son œuvre est exposée dans le catalogue de la collection d'estampes de Povungnituk.

## Conservation de ses œuvres
- Canada
  - Musée des beaux-arts du Canada (Ottawa) : estampes et sculptures[8]
  - Musée national des beaux-arts du Québec (Québec) : dessins, estampes et sculptures[9]
  - Ministère des Affaires culturelles du Québec : plusieurs sculptures[réf. nécessaire]
  - Musée des beaux-arts de Winnipeg: estampes et sculptures[10]
  - Musée d'art contemporain de Montréal : estampes[11]
  - Avataq[12]
  - Banque d'art du Conseil des arts du Canada: estampe[13]
  - Musée royal de l'Ontario: estampe[14]